# Megara (banda)
Megara é uma banda espanhola de metal alternativo formada em 2015. O quarteto, nascido em Madrid, é formado por Kenzy (voz), Rober (guitarra), Vitti (baixo) e Ra Tache (bateria). Representaram o San Marino no Festival Eurovisão da Canção de 2024 com a música «11:11».

## Estilo
O estilo musical dos Megara tem sido rotulado como metal alternativo, bem como «fucksia rock» ou «fucksia metal». A banda afirma que esta referência «fucksia» - um neologismo que brinca com as palavras «fuck» e a cor fúchsia o "fucksia metal". - implica uma mistura de muitas influências e que não querem ser classificados noutra categoria que não seja rock.

## História da banda
Em 2015 os Megara lançaram o seu primeiro EP intitulado «Muérase quien pueda», com canções tais como «Seis» e «Baños de sangre». Em 2016 lançam o seu primeiro álbum «Siete». Em 2018 lançaram o seu segundo álbum «Aquí estamos todos locos». A partir daí começaram a ter impacto, estreando-se em 2019 no Resurrection Fest. Em 2022 lançaram o seu terceiro álbum de estúdio «Truco o trato».
No início de 2023 participaram na primeira semi-final do Benidorm Fest 2023, onde obtiveram 111 pontos pela canção «Arcadia», que lhes deu o passe para a final. Finalmente não conseguiram representar a Espanha na Eurovisão, o que gerou alguma polémica mais tarde devido a algumas semelhanças da encenação do representante sérvio com a sua proposta. Em abril de 2023 foi anunciado que seriam a banda de abertura dos Babymetal nos concertos em Espanha da digressão de regresso da banda japonesa.
Na noite de 24 de Fevereiro de 2024 sagraram-se vencedores da edição de 2024 de «Una Voce per San Marino» com a canção «11:11», a seleção do microestado de San Marino para a Eurovisão de 2024.

## Discografia

### EP
- Muérase quien pueda (2015)

### Álbuns de estúdio
- Siete (2016)
- Aquí estamos todos locos (2018)
- Pink Side (2021)
- Truco o trato (2022)

### Singles
- «Arcadia» (2023)